# Чемпионат Африки по дзюдо 1999
Чемпионат Африки по дзюдо 1999 года прошёл 11-14 сентября в Йоханнесбурге (ЮАР). Соревнования прошли в рамках Всеафриканских игр 1999 года.

## Медалисты

### Мужчины
| Весовая категория       | Золото                             | Серебро                     | Бронза                                                |
| ----------------------- | ---------------------------------- | --------------------------- | ----------------------------------------------------- |
| Суперлёгкая (до 60 кг)  | Макрем Айед · Тунис                | Вутер ван Зийл · ЮАР        | Омар Ребахи · Алжир Али Атье · Египет                 |
| Полулёгкая (до 66 кг)   | Амар Мериджа · Алжир               | Анис Лунифи · Тунис         | Хенри Весселс · ЮАР Бурама Марико · Мали              |
| Лёгкая (до 73 кг)       | Хассен Мусса · Тунис               | Сулейман Муса · Нигерия     | Нуреддин Ягуби · Алжир Хайтана Эль-Хоссайни · Египет  |
| Полусредняя (до 81 кг)  | Маджемите Омангбалувадже · Нигерия | Патрик Матанги · Зимбабве   | Брахима Гвиндо · Франция Жан-Поль Ази · Маврикий      |
| Средняя (до 90 кг)      | Искандер Хачича · Тунис            | Жан-Клод Рафаэль · Маврикий | Халед Меддах · Алжир Али Эльшриф · Египет             |
| Полутяжёлая (до 100 кг) | Бассел Эль-Гарбави · Египет        | Сами Бельгрун · Алжир       | Садок Халгуи · Тунис Антонио Фелисите · Маврикий      |
| Тяжёлая (свыше 100 кг)  | Мохамед Буайшауи · Алжир           | Стив Нгуэма Ндонг · Габон   | Пол Холдер · США Лакофо Нгила                         |
| Абсолютная категория    | Бассел Эль-Гарбави · Египет        | Жан-Клод Рафаэль · Маврикий | Маджемит Омагбалувадж · Нигерия Сами Бельгрун · Алжир |

### Женщины
| Весовая категория      | Золото                     | Серебро                       | Бронза                                                           |
| ---------------------- | -------------------------- | ----------------------------- | ---------------------------------------------------------------- |
| Суперлёгкая (до 48 кг) | Хайет Руини · Тунис        | Долли Муту · Маврикий         | Таня Талли · ЮАР Лавлин Орджи-Бен · Нигерия                      |
| Полулёгкая (до 52 кг)  | Салима Суакри · Алжир      | Женевьева Нга Онана · Камерун | Наина Сесилия Раваорисоа · Мадагаскар Ева Кэтрин Экута · Нигерия |
| Лёгкая (до 57 кг)      | Франсуаза Нгуэле · Камерун | Линда Мекзин · Алжир          | Роза Мари Куахо · Кот-д’Ивуар Карима Дауади · Тунис              |
| Полусредняя (до 63 кг) | Насрия Траки · Тунис       | Санама Агуме · Камерун        | Хенриетта Мёллер · ЮАР Ясми Афифа · Египет                       |
| Средняя (до 70 кг)     | Салли Дхахри · Тунис       | Салли Бактон · ЮАР            | Чимах Ободо · Нигерия Ли Заху Блаво · Кот-д’Ивуар                |
| Полутяжёлая (до 78 кг) | Мелани Энгоанг · Габон     | Абделхамед Нора · Египет      | Кристи Обекпа · Нигерия Чахла Атайлия · Алжир                    |
| Тяжёлая (свыше 78 кг)  | Хеба Хефни · Египет        | Аджа Мариям Диоп · Сенегал    | Чемабо Ава · Камерун Маргарита Гуалу · Кот-д’Ивуар               |
| Абсолютная категория   | Хеба Хефни · Египет        | Маргарита Гуалу · Кот-д’Ивуар | Кристи Обекпа · Нигерия Несрия Траки · Тунис                     |